# Konstantyn Czechowicz

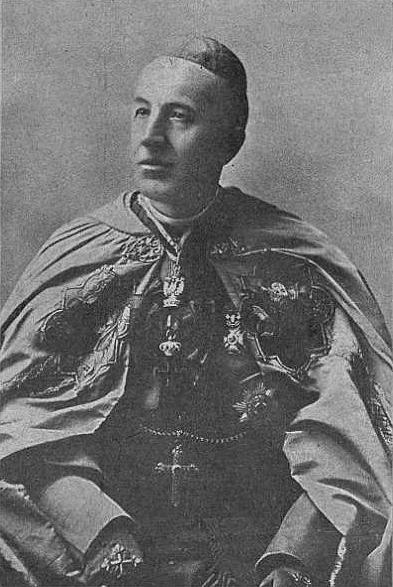
Konstantyn Czechowicz

Konstantyn Czechowicz, auch Konstantyn Ritter von Czechowicz oder Konstantyn Chekhovych (* 3. Januar 1847 in Dziewiecier (Dewjatyr/Dziewięcierz), Galizien; † 28. April 1915) war Bischof von Przemyśl, Sambor und Sanok für die Ukrainische griechisch-katholische Kirche in Galizien.

## Leben

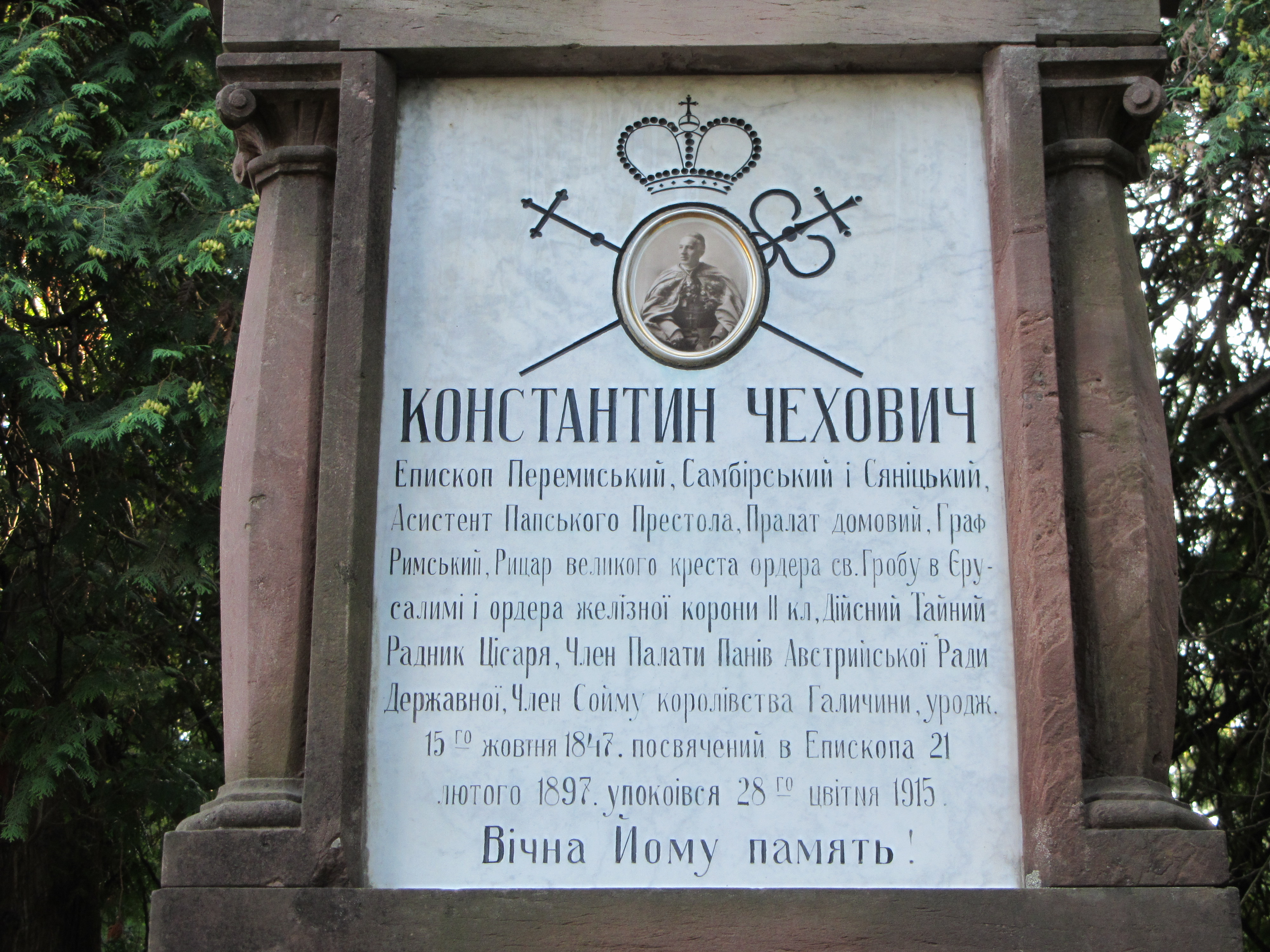
Czechowicz’ Grab in Przemyśl

Konstantyn Czechowicz’s Familie lebte in Dziewiecierz. Im Jahr 1873 empfing Czechowicz die Priesterweihe und wurde später Generalvikar in der Eparchie Przemyśl, Sambor und Sanok. Von 1888 bis 1890 war er Rektor des griechisch-katholischen Priesterseminars in Przemyśl. Er wurde am 17. November 1896 zum Bischof von Przemyśl, Sambor und Sanok, der späteren Erzeparchie Przemyśl-Warschau der Ukrainischen Griechisch-Katholischen Kirche, ernannt. Am 21. Februar 1897 wurde er zum Bischof geweiht. Er war ein Verfechter der ukrainischen Nationalbewegung und unterstützte die Gründung eines Frauenordens. Er war Mitinitiator zur Gründung von Finanzinstitutionen, die nach genossenschaftlichen Prinzipien arbeiteten. 1896–1914 war Czechowicz Abgeordneter im Galizischen Landtag (1897–1901, 1912–1914 Landmarschall-Stellvertreter), im Jahr 1905 wurde er auch zum Mitglied des österreichischen Herrenhauses ernannt. Er starb am 28. April 1915, nach der russischen Besetzung der Ukraine, in russischer Gefangenschaft.

## Mitkonsekrator
Während seiner Amtszeit war er Mitkonsekrator bei: Andrej Scheptyzkyj OSBM zum Bischof von Stanislau, Hryhory Khomyshyn zum Bischof von Stanislau, Soter Stephen Ortynsky de Labetz OSBM zum Apostolischen Exarch der Vereinigten Staaten und Nicetas Budka zum Apostolischen Exarch von Kanada.